# Rina Rolinski
Rina Rolinski (* 14. September 1978) ist eine ehemalige deutsche Fußballspielerin.

## Karriere
Rolinski gehörte in der Saison 2002/03 dem FC Bayern München an, für den sie in der Bundesliga sechs Punktspiele bestritt und ein Tor erzielte. Sie debütierte am 3. Oktober 2002 (5. Spieltag) bei der 0:3-Niederlage im Heimspiel gegen den 1. FFC Frankfurt gegen den Verein sie auch am 13. April 2003 (16. Spieltag) bei der 1:4-Niederlage im Rückspiel mit dem Treffer zum 1:3 in der 66. Minute ihr einziges Bundesligator erzielte.